# Tunnel van Martouzin
De tunnel van Martouzin is een spoortunnel in de gemeente Beauraing tussen Martouzin-Neuville en Pondrôme. De tunnel heeft een lengte van 702 meter en is daarmee de langste tunnel op de spoorlijn 166 tussen Dinant en Bertrix.